# Marie-Christine Koundja
Marie-Christine Koundja (född Iriba, 1957) är en tchadisk författare och diplomat, för närvarande är hon förste sekreterare vid Tchads ambassad i Nigeria. Hon studerade juridik vid Universitetet i N'Djamena innan hon avbröt utbildningen för att studera i Yaoundé, Kamerun, där hon sedan kom att arbeta vid bland annat Tchads ambassad. I Yaoundé kom hon att publicera sin första bok, vilket gjorde henne till den första kvinnliga författaren att få ett verk publicerat i Tchads historia.